# 개주기 함수
개주기 함수(Almost periodic function)는 수학에서 느슨하게 말하면 적절하게 길고 잘 분포된 "개주기"가 주어지면 원하는 정확도 수준 내에서 주기적인 실수의 함수이다. 이 개념은 하랄 보어에 의해 처음 연구되었으며 나중에 뱌체슬라프 스테파노프, 헤르만 바일 및 아브람 사모일로비치 베시코비치 등에 의해 일반화되었다. 또한 존 폰 노이만이 처음 연구한 국소적으로 컴팩트한 아벨 그룹에 대한 개주기적인 함수에 대한 개념이 있다.
개주기성(almost periodicity)은 위상 공간을 통해 경로를 추적하는 것처럼 보이지만 정확하게는 그렇지 않은 동적 시스템의 속성이다. 예를 들어, 측정할 수 없는 주기(즉, 정수 벡터에 비례하지 않는 주기 벡터)로 움직이는 궤도의 행성이 있는 행성계가 있다. 디오판토스 근사법의 크로네커 정리를 사용하여 한 번 발생하는 특정 구성이 지정된 정확도 내에서 반복된다는 것을 보여줄 수 있다. 충분히 오래 기다리면 행성이 모두 1초 이내에 원래 있던 위치로 돌아가는 것을 관찰할 수 있다.

## 같이 보기
- 준주기 함수
- 주기함수
- 푸리에 급수
- 가산 합성법
- 배음렬
- 컴퓨터 음악